# Horstmannsbos

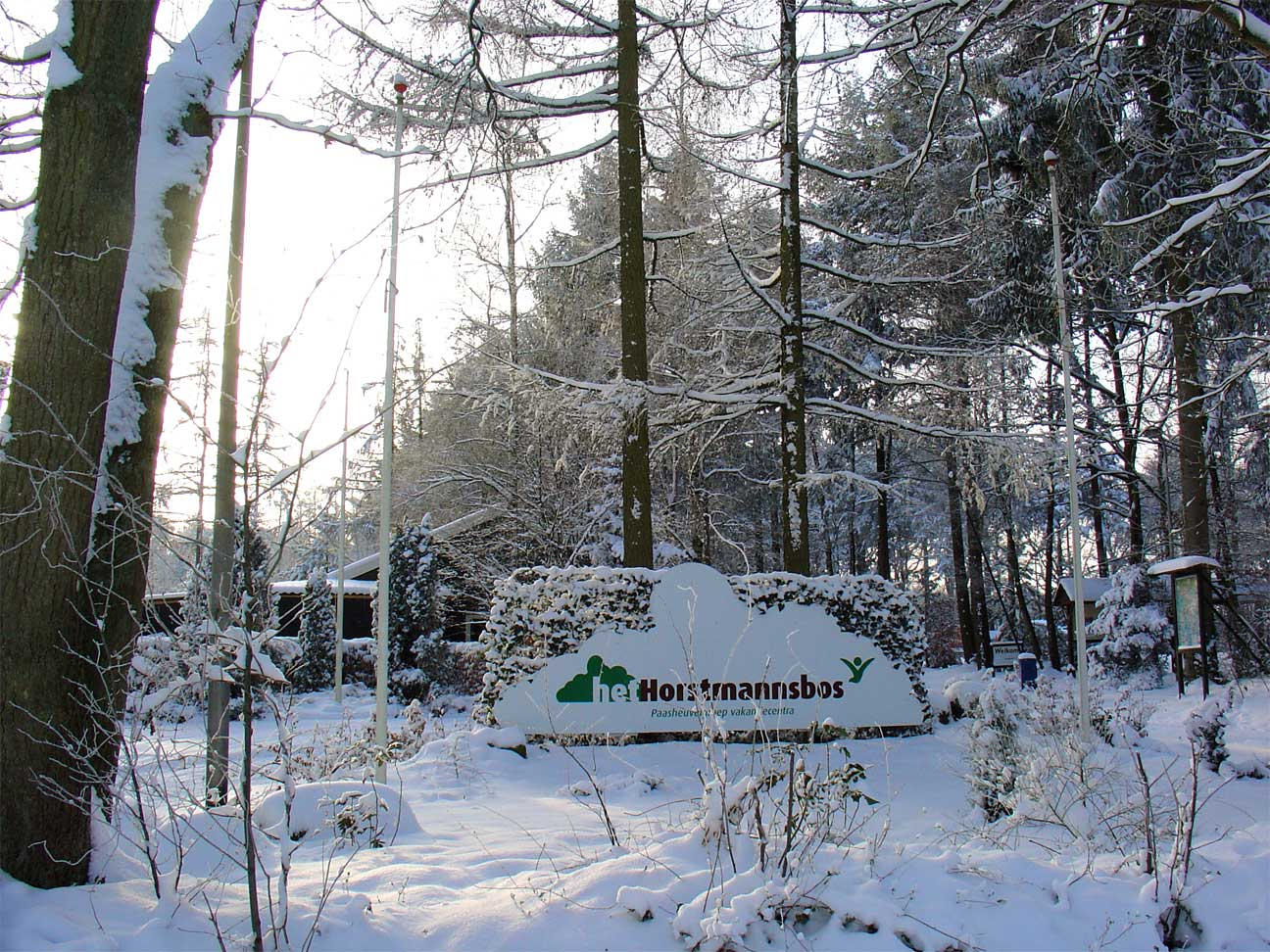
Het Horstmannsbos in Gasselte

Het Horstmannsbos is een natuurgebied in de Drentse plaats Gasselte binnen de gemeente Aa en Hunze en tevens de naam van het recreatiebedrijf in dit gebied.

## Geschiedenis
Het Horstmannsbos behoort feitelijk tot het Drouwenerzand en ligt in het Gasselter gedeelte van dit gebied. De naam herinnert aan de vroegere eigenaar van het desbetreffende perceel bosland, de Gasselternijveense textielkoopman Liborius Johannes Horstmann (1886-1960).
In 1948 werd een deel van het bos gekocht door de stichting Zon en Vrijheid van de socialistische Arbeiders Jeugd Centrale en deze vestigde daar een camping, die de naam van het bos kreeg. Een ander deel van het Horstmannsbos kwam in handen van de gemeente en werd in latere jaren bestemd tot sportterrein voor de voetbalvereniging Gasselte-Kostvlies Combinatie (GKC).
Het natuurgebied het Drouwenerzand is overigens in het begin van de 20e eeuw ontgonnen op initiatief van de anti-socialistische Oranjebond van Orde met steun van de aan deze organisatie verwante Kwartguldenvereniging voor heideontginning.